# 南榮河

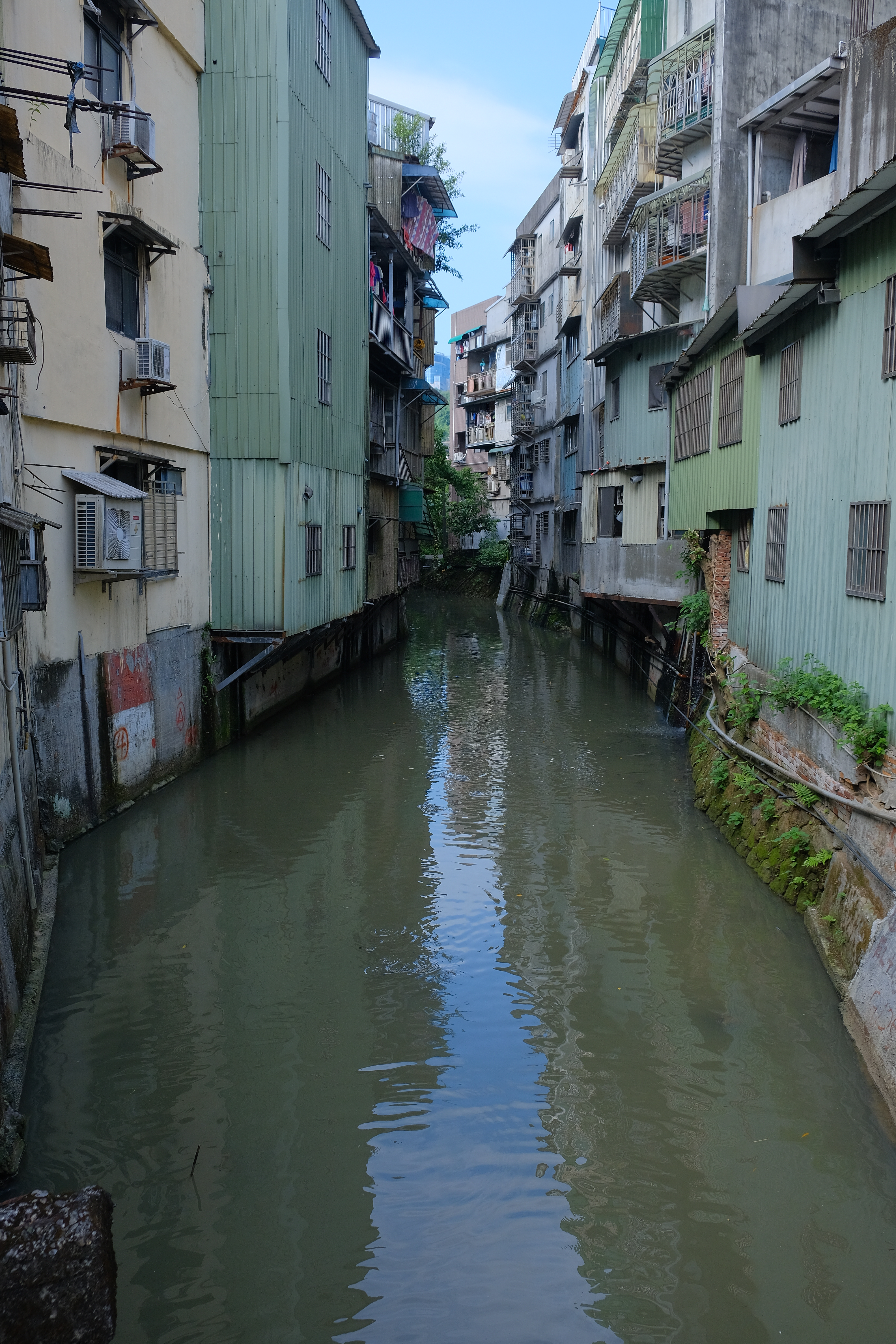
南榮河

南榮河（又名石硬港、瀧川），是臺灣基隆市的一條河川，為旭川河主要支流之一。該河發源於紅淡山，河長約2,800公尺，流域面積約286公頃。
南榮河原名石硬港，日治時代稱為瀧川，昔日與蚵殼港（今名西定河）同為注入基隆海灣的獨立河川。日治時期整治基隆港區河川，將蚵殼港改道使其注入石硬港，匯流處以下河道改稱旭川河。自此，兩條河川成為旭川河的支流。

## 河川整治
光復後，鐵公路延河岸興建，南榮河谷地區遂成為基隆交通幹道。隨著地方發展，南榮河岸形成居住人口稠密區，居民排放的廢水也導致南榮河以及下游的旭川河水質惡劣。為了提升周邊居民生活品質，環保署與基隆市政府合作辦理「南榮河水質提升現地處理及沿岸水環境營造工程」，於2020年6月29日動工。